# Моноспора
Моноспора (от др.-греч. μόνος, «один», и «спора») — специализированная клетка у некоторых красных и бурых водорослей, из которой развивается новый организм при бесполом размножении. Служит для размножения и расселения. Может развиваться как в специализированных органах (так называемых моноспорангиях), так и в обычных вегетативных клетках. Клеточное ядро у моноспор гаплоидное.
Моноспоры выходят в воду из моноспорания без клеточной стенки — как голый протопласт.
Моноспоры характерны для красных водорослей, особенно низкоорганизованных, — для представителей класса бангиевых (Bangiophyceae) и некоторых представителей класса флоридеевых (Florideophyceae). После выхода из материнской клетки моноспоры не имеют жгутиков, но способны к амёбоидному движению. У бангиевых моноспоры могут образоваться в любой клетке слоевища, у других красных водорослей моноспорангиями становятся внешние клетки ассимиляционных нитей.
Моноспоры также известны у некоторых бурых водорослей, представителей порядка Тилоптеридовые (Tilopteridales). У них имеются два вида органов размножения — моноспорангии и многогнёздные вместилища, при этом известно, что у организмов, начало которым дали моноспоры, многогнёздные вместилища почти никогда не образовывались, эти организмы почти всегда размножались снова моноспорами; известно, что перед выходом из моноспорангия ядро моноспоры у тилоптеридовых делится, при этом образуется от 4 до 12 ядер.
Иногда в спорангиях образуется не одна, а две или четыре споры, в этом случае они называются биспорами (известны у некоторых красных водорослей) и тетраспорами — известны у многих красных водорослей, а также у представителей порядка Диктиотовые (Dictyotales) бурых водорослей.